# Squadra narcotici
Squadra narcotici (Hell Bound) è un film del 1957 diretto da William J. Hole Jr..
È un film poliziesco a sfondo drammatico statunitense con John Russell, June Blair, e Stuart Whitman.

## Produzione
Il film, diretto da William J. Hole Jr. su una sceneggiatura di Richard H. Landau e un soggetto di Arthur E. Orloff e dello stesso Landau, fu prodotto da Howard W. Koch per la Bel-Air Productions e la Clark Productions. I titoli di lavorazione furono Dope Ship e Cargo X.

## Distribuzione
Il film fu distribuito con il titolo Hell Bound negli Stati Uniti nell'ottobre 1957 al cinema dalla United Artists.
Altre distribuzioni:
- in Brasile (A Caminho do Inferno)
- in Italia (Squadra narcotici)

## Promozione
La tagline è: The Hi-jack Caper that Scorched the Seven Seas!.